# Coppa del mondo di corsa in montagna
La Coppa del mondo di corsa in montagna (nome ufficiale in inglese World Mountain Running World Cup, abbreviato WMRA WC) è una competizione di corsa in montagna organizzata dalla World Mountain Running Association, la federazione che si occupa di corsa in montagna a livello mondiale.

## Categorie
La manifestazione ha cadenza annuale e prevede gare suddivise in due categorie: 
- Maschile
- Femminile

## Percorsi
Ogni anno vengono prese delle gare che contano per la classifica finale. Il numero delle gare dipende dai singoli organizzatori e varia da quattro a sette gare annuali.

## Storia
Nacque nel 1997 e proseguì fino al 1998 con il nome di Alpine Grand Prix che si disputava su quattro gare nell'arco alpino europeo. Nel 1999 la WMRA ha preso mano al trofeo rinominandolo coppa del mondo di corsa in montagna o WMRA World Cup. La prima edizione ufficiale ebbe quindi luogo nel 1999. Sebbene si tratti di una coppa del mondo le competizioni valide per il trofeo si svolgono quasi esclusivamente su territorio europeo.
La serie inizialmente si svolgeva fra luglio ed agosto, tra i campionati europei di corsa in montagna (ad inizio luglio) e i campionati del mondo di corsa in montagna (a metà settembre). Dal 2001 è stata inserita come prova anche il mondiale, a condizione che si svolga in Europa. Si è quindi spostato a fine stagione l'ultima prova della coppa in maniera da chiudere la stagione con la premiazione e la consegna delle coppe del mondo ai vincitori. Dal 2018 il mondiale è stato tolto dalle prove valevoli per la coppa del mondo per dare un po' più di spazio anche agli atleti meno competitivi di prendere parte alla manifestazione.

## Punteggi
I punteggi attribuiti, così come il numero di gare valevoli per il trofeo, varia di anno in anno. In alcuni anni venivano attribuiti dei bonus agli atleti che avevano partecipato ad almeno tre eventi, il bonus erano 10 punti che avevano come scopo di incitare una maggior partecipazione all'evento. Altri bonus di punti vengono attribuiti durante l'ultima prova della coppa (di solito 20% in più di punti) e se i mondiali fanno parte della serie.
Per entrare a far parte della classifica finale della coppa occorre partecipare e raccogliere punti ad almeno due eventi della serie. A causa di tutte queste varianti il punteggio massimo ottenibile varia di anno in anno.

## Gli atleti più rappresentativi
Tra gli uomini un nome su tutti: il neozelandese Jonathan Wyatt, con ben otto coppe all'attivo. Tra le donne l'austriaca Andrea Mayr con quattro successi.
A differenza dei mondiali, nella coppa del mondo non viene stilata nessuna classifica a squadre.

## Edizioni e vincitori

### Maschile e femminile
| Edizione | Anno                 | Maschile               | Punti | Femminile            | Punti |
| -------- | -------------------- | ---------------------- | ----- | -------------------- | ----- |
| -        | 1. Alpine Grand Prix | Helmut Schmuck         | 260   | Janina Saxer         | 300   |
| -        | 2. Alpine Grand Prix | Antonio Molinari       | ?     | Janina Saxer         | ?     |
| 1        | 1999                 | Jonathan Wyatt         | 280   | Angela Mudge         | 320   |
| 2        | 2000                 | Antonio Molinari       | 340   | Angela Mudge         | 285   |
| 3        | 2001                 | Marco De Gasperi       | 290   | Izabela Zatorska     | 300   |
| 4        | 2002                 | Jonathan Wyatt         | 300   | Angela Mudge         | 290   |
| 5        | 2003                 | Jonathan Wyatt         | 400   | Antonella Confortola | 380   |
| 6        | 2004                 | Jonathan Wyatt         | 400   | Izabela Zatorska     | 340   |
| 7        | 2005                 | Jonathan Wyatt         | 300   | Izabela Zatorska     | 325   |
| 8        | 2006                 | Jonathan Wyatt         | 430   | Anna Pichrtova       | 430   |
| 9        | 2007                 | Marco Gaiardo          | 300   | Anna Pichrtova       | 308   |
| 10       | 2008                 | Jonathan Wyatt         | 394   | Anna Frost           | 315   |
| 11       | 2009                 | Jonathan Wyatt         | 352   | Iva Milesova         | 327   |
| 12       | 2010                 | Ahmet Arslan           | 386   | Andrea Mayr          | 340   |
| 13       | 2011                 | Ahmet Arslan           | 407   | Lucija Krkoc         | 405   |
| 14       | 2012                 | Azeria Teklay          | 404   | Valentina Belotti    | 357   |
| 15       | 2013                 | Azeria Teklay          | 377   | Mateja Kosovelj      | 375   |
| 16       | 2014                 | Petro Mamu             | 386   | Andrea Mayr          | 440   |
| 17       | 2015                 | Andrew Douglas         | 275   | Sarah Tunstall       | 375   |
| 18       | 2016                 | Petro Mamu             | 450   | Andrea Mayr          | 425   |
| 19       | 2017                 | Alex Baldaccini        | 440   | Alice Gaggi          | 470   |
| 20       | 2018                 | Geoffrey Gikuni Ndungu | 410   | Andrea Mayr          | 435   |
| 21       | 2019                 | Andrew Douglas         | 595   | Sarah McCormack      | 495   |
| 22       | 2021                 | Henri Aymonod          | 309.2 | Joyce Muthoni Njeru  | 358   |
| 23       | 2022                 | Patrick Kipngeno       | 300   | Joyce Muthoni Njeru  | 300   |